# السر المطروز
السر المطروز هو فيلم مغربي من إخراج عمر الشرايبي سنة 2001، وبطولة كل من الطيب الصديقي، سامية أقريو، محمد الزهير، عمر السيد، وآخرون.

## القصة
يحكي الفيلم قصة ناجي أستاذ جامعي مهووس بالشعر، يعثر على مخطوط لشاعر مات مجهولا فيقرر أن يُعيد له الاعتبار، جعل موضوع شعره مادة للبحث، حيث كلف به إحدى الطالبات. وبعد بحث مضن يعثر ناجي على منزل الشاعر ويقوم بترميمه وتحويله إلى متحف لكن بعد الانتهاء من أعمال الترميم يسلب منه حلمه. 

## روابط خارجية
- السر المطروز على موقع IMDb (الإنجليزية)
- السر المطروز على موقع كينوبويسك (الروسية)